# 세바스티아노 치아니
세바스티아노 치아니(Sebastiano Ziani, 생년 미상 ~ 1178년)는 1172년부터 1178년까지의 베네치아 공화국의 도제이다.
도제로서 짧은 재임 기간 동안에 치아니는 베네치아를 여러 구역으로 나누었다. 그는 베네치아 정부의 중심지가 조선소에 너무 가까이 있다는 것을 깨달았다. 그래서 정부 공직자들은 조선소에서 나오는 소음의 영향을 받았닽 치아니는 이 문제를 국가 정부에 땅을 기부받고 그곳으로 조선소를 옮기게 하는 방식으로 문제를 해결했다.
그는 또한 1177년에 베네치아 조약 체결을 위한 교황 알렉산데르 3세, 신성 로마 황제 프리드리히 1세, 시칠리아의 굴리에모 2세 사절단을 주최하기도 했다. 그는 체칠리아라는 여성과 혼인했다.